# Alexander Herrmann
Alexander Herrmann (10 de febrero de 1810 - 17 de diciembre de 1896) fue un  ilusionista francés, conocido con el sobrenombre artístico de Herrmann el Grande. Era hijo del médico e ilusionista Samuel Herrmann, hermano de otro famoso mago, Carl Herrmann, y estaba casado con Adelaide Herrmann, otra ilusionista conocida como la Reina de la Magia.

## Semblanza

### Primeros años
Alexander Herrmann nació en París. Era el todo menor de los dieciséis hijos de Samuel Herrmann, un judío alemán, y de Anna Sarah (Meyer) Herrmann, de ascendencia bretona (aunque de hecho pudo haber nacido en Hamburgo, Alemania).
Según la tradición de la familia, Samuel Herrmann era mago a tiempo parcial y médico a tiempo completo. Era uno de los magos favoritos del sultán de Turquía, que enviaba a menudo a buscarle y le pagaba generosamente. Al parecer, estaba recibiendo tanta atención de la élite de París con sus espectáculos de magia, que se corrió la voz hasta el propio Napoleón, que quería que Samuel actuara para él. Según los informes, Napoleón le dio a Samuel un reloj de oro por su actuación. Alexander Herrmann llevaba el reloj de oro el día de su muerte. Se lo pasó a su viuda.
Cuando nació su hijo mayor Compars en 1816, la familia residía en Hannover, Alemania, donde decidió establecerse. Actuó en pequeños pueblos de Alemania desde 1817 y más adelante se mudó con su familia a Francia, presentando su espectáculo en los institutos y liceos de París. Enseñó sus habilidades a su hijo mayor Compars, también conocido como Carl, y continuó actuando incluso después de que su hijo lo sucediera como mago, aunque se retiró alrededor de 1860, dedicándose a partir de entonces a la medicina por completo.
Compars (conocido posteriormente como Carl Herrmann), era el mayor de los hermanos de Alexander. Dejó la escuela de medicina a una edad temprana para seguir una carrera como mago y sirvió como modelo e inspiración para Alexander. Cuando Compars regresó a la casa de sus padres en París en 1853, se emocionó al descubrir que Alexander de ocho años ya estaba mostrando interés por la magia. Sin el consentimiento de su familia, Carl 'secuestró' a su hermano menor y lo llevó a San Petersburgo, Rusia, para enseñarle el arte de la magia, desde donde emprendieron una gira por Europa con su espectáculo.
Alexander permaneció con Carl hasta que llegaron a Viena. Su madre se reunió con ellos allí, e insistió en el regreso del pequeño Alexander a París. Finalmente llegaron a un compromiso, y Alexander se quedó con Carl hasta que terminó la gira. Carl enseñó a Alexander técnicas avanzadas de juegos de manos, algunas aprendidas de su padre y otras desarrolladas por su cuenta.
De vuelta en París, Alexander le mostró a su padre lo que había aprendido de Carl. Samuel estaba tan impresionado con las habilidades adquiridas por su hijo pequeño, que decidió dejarlo continuar con la magia. Permaneció en París hasta los 11 años, cuando regresó a Viena para reunirse de nuevo con Carl, donde completaría su educación (que le llevaría hasta la universidad) y su formación como mago. Acompañó a Carl en casi todas sus giras, en las que tuvieron que eliminar parte de los trucos más espectaculares de su programa debido a una denuncia del mago francés Jean Eugène Robert-Houdin, que los reclamaba como suyos. Robert-Houdin hizo arrestar a su mecánico de confianza, Le Grand, por hacer y vender ilusiones duplicadas. No se sabe si Carl compró las ilusiones directamente a LeGrand o de otra fuente. Lo que sí se sabe es que los descartó en favor de trucos exclusivamente a base de juegos de manos.
En 1860 Alexander tenía diecisiete años, y su destreza pronto rivalizó con la de su famoso hermano. Iniciaron una exitosa etapa en los Estados Unidos, lo que les permitió acumular una considerable cantidad de dinero. Se naturalizó estadounidense en julio de 1876 en Boston, y se compró una hermosa mansión de color rojo oscuro en Whitestone (Queens), en Nueva York. Poseía un yate, el "Fra Diavolo", un vagón de tren privado y otros dos vagones de equipaje para transportar su equipo.

### Carrera

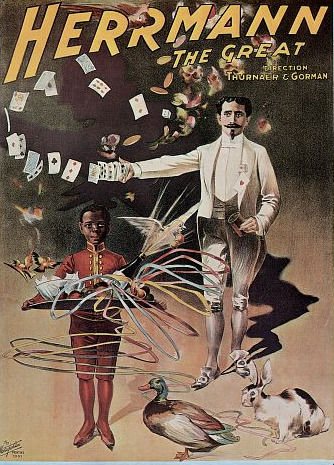
Póster teatral para un espectáculo teatral de Leon "Herrmann el Grande"

Con el retorno de Carl a Europa, Alexander inició su carrera independiente en 1862, y en 1871 llevó su propio espectáculo a Londres, permaneciendo tres años en el Egyptian Hall, uno de los primeros edificios de Inglaterra influido por el estilo de la  arquitectura del Antiguo Egipto. A finales del siglo XIX, el Salón se había convertido en un centro de espectáculos de magia y espiritismo, y cuando Alexander comenzó su carrera allí, el local ya gozaba del carácter de sello distintivo en la trayectoria de un mago profesional.
Con el paso de los años, llegó a parecerse físicamente a su hermano Carl, que llevaba una barba imperial y un llamativo bigote, al tiempo que su cabello estaba clareando. Por su parte, Alexander lucía un tupido pelo rizado, una perilla gruesa y un bigote con las puntas vueltas hacia arriba. Actuando también se parecían, aunque Alexander desarrolló su propia personalidad magnética distintiva. El humor de Carl era sutil, y presentaba su magia de una manera misteriosa; al estilo de la vieja escuela. En cambio, Alexander enlazaba la comedia con su magia, asumiendo el papel de un humorista que tenía como objetivo hacer de sus actuaciones una ocasión divertida.
Su filosofía acerca de la realización de la magia era que "el mago depende para el éxito de su arte de la credulidad de la gente. Todo lo que desconcierta, excita la curiosidad; todo lo que a su vez desconcierta esta curiosidad, obra lo maravilloso".
A pesar de los elementos humorísticos de sus actuaciones, Alexander continuaba desconcertando a su público. Sus ojos intensos, su imponente bigote y su perilla le daban una apariencia satánica; en persona parecía un mago. Según H. J. Burlingame, la personalidad de Alexander Herrmann presentaba "una atmósfera de misterio que envolvía al mago", aunque también señaló que era una de las personas más amables y gentiles que había tratado.
Surgieron rumores de que Carl era el tío de Alexander, o que no estaban relacionados. Una denuncia afirmaba que el verdadero nombre de Alexander era Nieman, y que Carl lo adoptó como asistente con el fin de poder prepararlo para convertirlo en su sucesor. En 1895, Alexander realizó unas declaraciones a un periódico de San Francisco que contradecían todas estas insinuaciones, afirmando que había nacido en Francia el 11 de febrero de 1843, de ascendencia alemana (su fecha de nacimiento dada aquí contradice los registros, que muestran que nació el 10 de febrero de 1844, según el experto en Herrmann James Hamilton), que su padre era médico en Alemania y que se había mudado a París antes de que naciera Alexander. Sin embargo, los rumores persistieron incluso después de su muerte; y la viuda de Alexander tuvo que refutar estos comentarios muchas veces.
Carl se retiró durante el período de tres años de Alexander en el Egyptian Hall. Mientras estuvo en Estados Unidos, Alexander había comprendido la utilidad de promocionarse ante la prensa; y usó esa habilidad durante su carrera en Londres para publicitarse. Así, mientras paseaba por Regent Street con un amigo, reunió a una multitud. Se acercó a dos caballeros y cogió un pañuelo de uno de ellos, haciéndolo con torpeza para llamar la atención de dos policías que estaban detrás de él. Cuando los dos policía se acercaron a él, Alexander se apropió hábilmente del reloj del segundo caballero.
El acompañante de Alexander se ofreció a responder por él, y mientras proclamaba las virtudes de su amigo, el segundo hombre descubrió que le faltaba el reloj, e insistió en que Herrmann se lo había quitado. Alexander manifestó su inocencia y pidió a los policías que lo registraran. No encontraron los artículos robados. Herrmann sugirió que los dos policías deberían registrarse ellos mismos. El pañuelo apareció en el bolsillo de uno de los policías, y el reloj desaparecido estaba en un bolsillo del otro. Entonces, uno de los policías notó que le faltaba su placa. Registraron a uno de los caballeros y encontraron la placa que faltaba. Herrmann sonrió y dijo: "Parece que soy la única persona honesta aquí". Trató en vano de explicarle a la policía que todo era solo una broma de mago. "No seremos engañados de esta manera", dijo el segundo policía. Así que lo llevaron a la comisaría, donde fue reconocido y puesto en libertad. Los periódicos de Londres publicaron la historia de la broma que Herrmann había gastado a los policías de Londres, lo que le granjeó una gran popularidad.
Herrmann tenía una personalidad extrovertida y no tuvo problemas para hacer amigos. No solo los hombres lo encontraban sociable, sino que también resultaba atractivo entre las mujeres. Una en particular era una bailarina londinense de 22 años, llamada Adelaide Scarcez. La mayoría de sus conocidos eran del mundo teatral.
Tras su triunfo en el Egyptian Hall realizó una gira por Europa, y más adelante regresó a Estados Unidos y Canadá, donde realizó otras giras. Mientras tanto, el pánico financiero de 1873 acabó con la fortuna de su hermano Carl, cuya única forma de pagar sus deudas era volver a trabajar.

### Matrimonio y naturalización estadounidense
Mientras tanto, en 1874, Alexander regresó a Estados Unidos. En el barco, vio a la joven bailarina Mademoiselle Scarcez que había conocido en Londres. Adelaide, bilingüe y pelirroja, había planeado casarse con un actor estadounidense. Antes de que el barco atracara, cambió de opinión. Se casaron el 27 de marzo de 1875.
Se naturalizó estadounidense en 1876, con el fin de adquirir legalmente el derecho de comprarse una casa en Nueva York. Adquirió una hermosa mansión de color rojo oscuro en Whitestone (Queens).

### Un espectáculo típico de Herrmann
A medida que el hermano de Alexander, Carl, se hizo mayor, redujo el tamaño de su espectáculo, mientras que Alexander aumentó el tamaño del suyo. 
Carl se presentaba vestido con un traje de noche de terciopelo negro, y llevaba el típico sombrero de copa alta y guantes blancos. Básicamente, hacía aparecer y desaparecer todo tipo de objetos, incluidos animales como un conejo, alternando estos números con trucos de prestidigitación con barajas. Solía interactuar con algunos espectadores, utilizando su sorpresa para provocar las risas del público.
Alexander y su esposa Adelaide transportaban la tramoya de su espectáculo en un vagón de ferrocarril y realizaron giras regularmente por los Estados Unidos. Presentaron un programa nocturno completo, adaptando trucos como la rutina de suspensión Etérea de Robert Houdin, también conocida como la suspensión aérea, en una ilusión llamada "Trilby". El número consistía en que se colocaba un tablero sobre dos sillas y Madame Herrmann se tumbaba encima del tablero. Ambos se elevaban en el aire, y tras retirar las dos sillas, se pasaba un aro alrededor del tablero. A continuación, Madame Herrmann descendía de nuevo hacia las dos sillas vueltas a colocar en su posición inicial.
Otro de sus números más espectaculares era el conocido como "atrapa la bala", un truco en el que el mago hace que un espectador marque una bala y la cargue en una pistola. Luego, el espectador dispara directamente al mago, que parece atrapar la bala, a menudo en la boca, a veces en la mano. Herrmann el Grande diseñó una versión del número con la ayuda de su asistente, Billy Robinson, quien años más tarde, con el nombre artístico de Chung Ling Soo, resultaría muerto usando el mismo tipo de pistola. Este número solo se presentó en ocasiones especiales. Herrmann anunció en mayo de 1896 que intentaría atrapar la bala por séptima vez en el escenario del Teatro Olympia, como parte de una recaudación para el Fondo de Bebés Enfermos.

### Herrmann el Grande

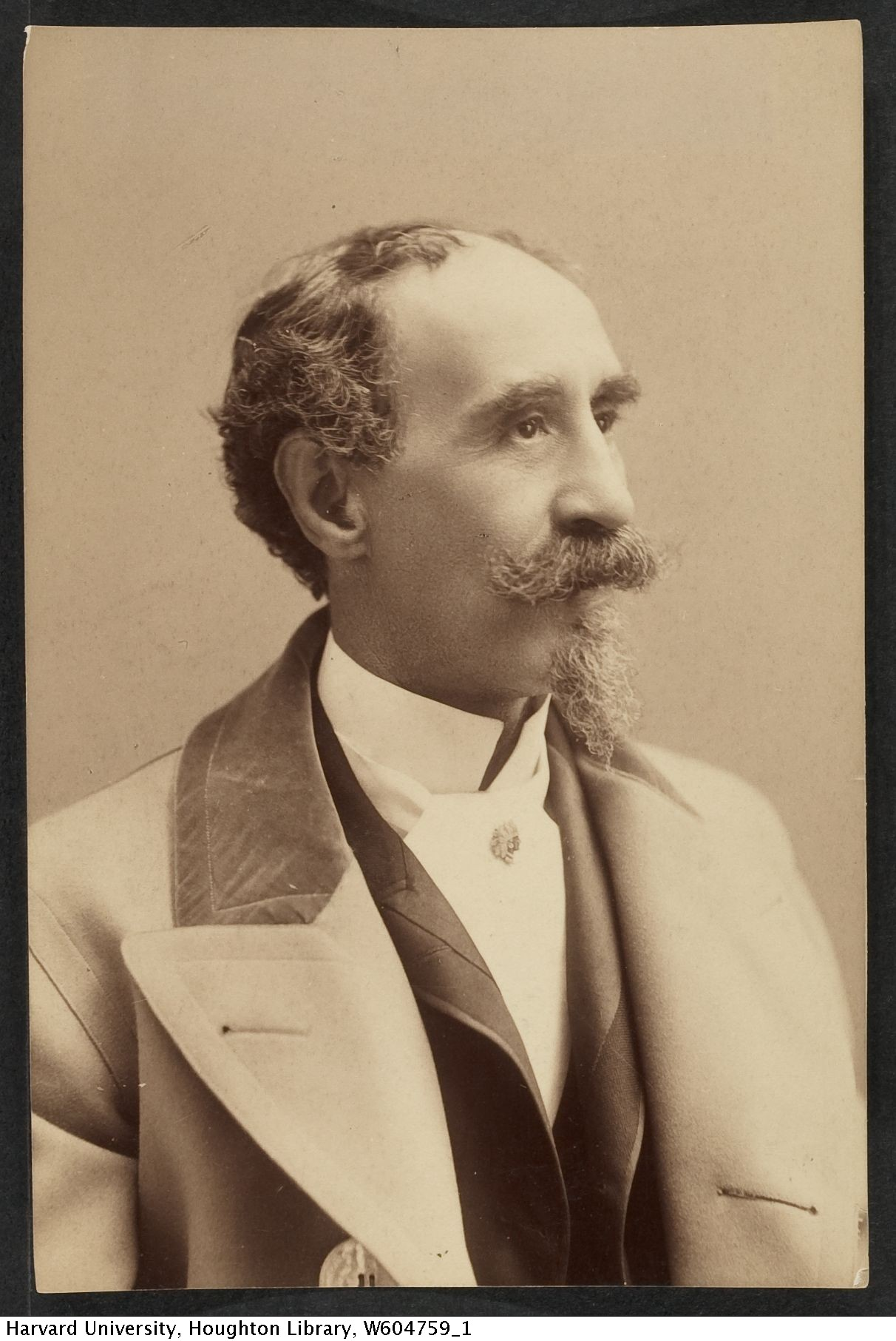
Herrmann el Grande

En 1883, después de consolidar su nombre en los Estados Unidos, Herrmann se embarcó en otra gira mundial. Su primera parada fue Sudamérica. El emperador Don Pedro II de Brasil asistió a diecinueve funciones en Río de Janeiro. Estaba tan fascinado con la magia de Herrmann, que le concedió la Cruz de Brasil.
Después de recorrer el resto de América del Sur, se dirigió a Rusia. Su gira lo llevó hasta Siberia. En San Petersburgo, tuvo una gran recepción, siendo invitado a un banquete para un ministro español, al que asistieron varios distinguidos miembros de la sociedad rusa. Brindaron por su salud: "A partir de este momento, serás conocido como Herrmann el Grande".
El recién coronado Herrmann el Grande dio una actuación para el zar Alejandro III,
quien quedó impresionado por el delicado toque de Herrmann. Cogió la caja de una baraja de cartas y se acercó al mago. La agarró firmemente y la partió por la mitad, y se la entregó al mago para ver si podía superar la fuerza de las manos del zar. Herrmann colocó una mitad encima de la otra y las cuadró cuidadosamente. Luego procedió a romper ambas juntas. El zar quedó muy impresionado, y le regaló un reloj con una cadena hecha de gruesos hilos de oro trenzados. El propio Herrmann contó a un periodista que en otra ocasión, mientras jugaba al billar con el zar, rompió un espejo de la sala, y fue capaz de hacer que se reparara tras cubrirlo con un paño. Herrmann declaró a la "North American Review" que dejaba a la imaginación del lector averiguar cómo lo había hecho.
Desde Rusia, regresó a Francia. En el Eden Theatre de París, su actuación fue presenciada por el Príncipe y la Princesa de Gales (que más tarde se convertirían en Eduardo VII y la Reina Alexandra de Inglaterra, también conocida como Alejandra de Dinamarca).
En 1885 Alexander coincidió en París con su hermano Carl, quien todavía estaba molesto por el triunfo de su hermano en Egyptian Hall. Carl planeaba retirarse nuevamente y estaba preparando a su sobrino Leon para que fuera su sucesor. Sin embargo, no tenía la intención de retirarse hasta que recuperara su fortuna. Entonces se llegó a un acuerdo entre los dos hermanos para dividir el mundo. Carl actuaría únicamente en Europa y Alexander únicamente en los Estados Unidos.
Alexander dejó París para regresar a los Estados Unidos, donde se convirtió en una institución. Dos años más tarde, mientras estaba en Nueva York, se sorprendió al escuchar la noticia de la muerte de su hermano Carl, quien murió el 8 de julio de 1887 en Karlsbad (Alemania). Incluso con la rivalidad existente entre ellos, no pudo evitar sentir que le debía todo. "Siempre hemos tenido un sentimiento cálido y fraterno el uno hacia el otro", dijo a un periódico. Dado que Alexander era ampliamente conocido en los Estados Unidos, cuando la noticia de la muerte del profesor Herrmann llegó a los periódicos, muchos pensaron que era Alexander quien había fallecido.
Carl había logrado recuperar su fortuna antes de morir. Su sobrino Leon ocupó su lugar y Alexander mantuvo el acuerdo al que había llegado con su hermano, y Leon se hizo cargo de Europa.
Durante las décadas de 1870 y 1880, Alexander y su esposa Adelaide Herrmann actuaron juntos en elaborados espectáculos teatrales. El gran empresario estadounidense Michael B. Leavitt manejó los contratos estadounidenses y mexicanos de Herrmann. Leavitt siempre pagó todos los costos de transporte, así como publicidad, salarios y otros gastos. "Cada vez que abro un nuevo teatro", dijo Leavitt una vez, "quiero asegurarme de la afluencia de grandes multitudes, para lo que haré que Herrmann el Grande esté presente en la cita". Siempre fue una atracción allá donde quiera que actuara, recibiendo el cincuenta por ciento del recibo bruto y ganando 75.000 dólares al año (alrededor de 1.81 millones de hoy).
A menudo malgastaba su dinero y le pedía a Leavitt que le adelantara 5000 dólares o más. Leavitt nunca renunció a su estrella. Lo consideró una inversión segura. "El nombre de Herrmann el Grande en cualquier marquesina era una señal segura de un espectáculo exitoso".
Los Herrmann presentaron numerosas ilusiones novedosas para la época. El único rival a su altura era el mago estadounidense Harry Kellar.

### Guerra de los carteles

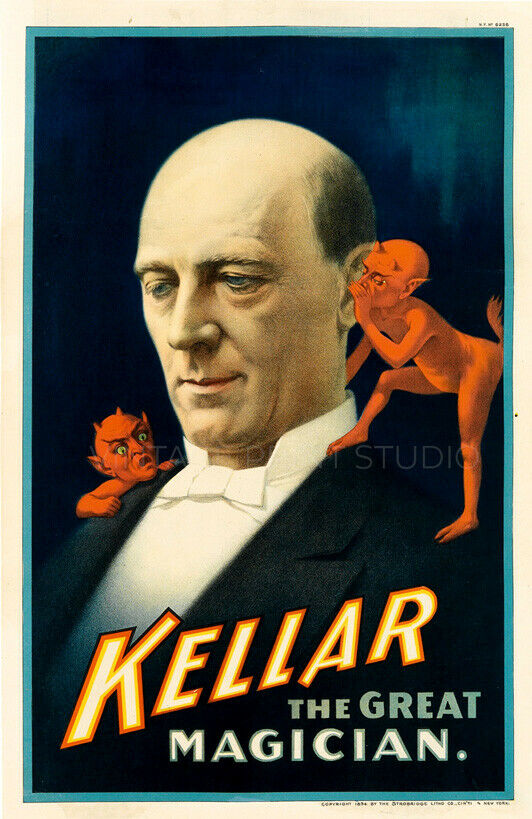
Los famosos anuncios de Harry Kellar a menudo mostraban criaturas sobrenaturales

Durante la Edad de Oro de la Magia, en los Estados Unidos solo se consideraba un único Rey de la Magia cada vez. Robert Heller fue el primero en ser popularmente conocido con esta consideración. Después de su muerte, el mago Harry Kellar intentó sucederle, pero debido a las similitudes entre sus apellidos, el público asumió erróneamente que había modificado su apellido para aprovecharse de la fama del mago fallecido. A pesar de que trató de demostrar que su apellido original era "Keller" (con dos letras "e") y que lo había cambiado años antes precisamente para no confundirse con su amigo Heller, los espectadores seguían siendo fríos con él.
En consecuencia, Kellar realizó una gira por todo el mundo, solo haciendo viajes ocasionales a su país de origen. Cuando volvió, descubrió que el nuevo Rey de la Magia era Herrmann el Grande. Trató de destronar al monarca reinante, pero el público estadounidense adoraba a Alexander y su ingenio.
Herrmann sabía que Kellar no era una competencia seria, pero de todos modos se mostraba condescendiente con él. Criticaba la falta de destreza manual de Kellar y su preferencia por el uso de métodos mecánicos. Incluso en alguno de sus trucos favoritos, como el "Sueño de Miser", Kellar optó por usar un dispositivo secreto que había creado.
Leavitt manejó a ambos magos. Nunca hubo ningún problema hasta 1888, cuando Kellar se enteró de la gira propuesta por Herrmann para recorrer México. Kellar le pidió a Leavitt que cancelara su gira estadounidense para poder actuar en la gira mexicana antes de la fecha de llegada de Herrmann. Al principio, Leavitt se opuso, pero Kellar tenía una personalidad fuerte y no aceptaba un no por respuesta, y finalmente Leavitt cedió con pesar. Sin embargo, en lugar de suponer una ventaja para Kellar, finalmente se convirtió en un reclamo de la posterior aparición de Herrmann.
Siempre que Herrmann o Kellar iban a actuar en una ciudad, colgaban pancartas de papel anunciando su llegada. Quien llegaba primero ganaba esa batalla. Entonces comenzaron una sucesión de guerras de papel. Herrmann colgaba sus carteles, y luego la gente de Kellar colocaba los suyos encima. A su vez, la gente de Herrmann seguiría su ejemplo, y cubriría los carteles de Kellar, creando una tercera capa. Esto continuaría hasta el día del espectáculo; el último cartel en pie era el vencedor. Después de años de disputas, decidieron mantener un alto el fuego. Sentían que el país era lo suficientemente grande como para tener dos Reyes de la Magia. Incluso con esta tregua, el público seguía favoreciendo a Alexander.

## Muerte
Herrmann sufrió un ataque al corazón mientras estaba a bordo de un tren de camino hacia su próximo espectáculo. El tren se detuvo en Ellicottville, Nueva York. El médico local llegó unos momentos después, pero ya era demasiado tarde. No se pudo recuperar, y el 17 de diciembre de 1896, a la edad de 86 años, Herrmann el Grande fue declarado muerto.
El obituario que anunció su muerte fue el más extenso para un mago. El cadáver Herrmann fue llevado a Nueva York para los servicios del entierro, al que asistieron miles de personas que intentaron sin éxito acercarse al ataúd. Está enterrado en Cementerio Woodlawn de El Bronx, en Nueva York.

## Legado
Después de la muerte de Herrmann en 1896, su viuda Adelaide continuó realizando las ilusiones de su marido. El 11 de enero de 1897, se le unió el sobrino de Alexander, Leon Herrmann. El nombre de Herrmann todavía atraía multitudes, pero debido a choques de temperamento, Leon y Adelaide se separaron después de tres temporadas y continuaron trabajando por separado. El programa de Leon no logró atraer al público, y este declive llevó a Kellar a convertirse en el mago líder en los Estados Unidos. Posteriormente, Leon redujo su espectáculo a un breve acto de vodevil. Murió el 16 de mayo de 1909, durante un viaje de vacaciones a París.
En contraste, Adelaide Herrmann continuó actuando como una exitosa ilusionista en solitario durante los siguientes 25 años, y se hizo conocida como "La Reina de la Magia". De forma destacable, continuó realizando el peligroso truco de atrapar balas, retirándose a la edad de 75 años. Murió en 1932 y está enterrada en el Cementerio Woodlawn junto a su esposo.

## Lecturas relacionadas
- H. J. Burlingame. (1897). Herrmann the Magician: His Life, His Secrets. Chicago: Laird and Lee.
- Telemachus Timayenis. (1887). A History of the Art of Magic: Containing Anecdotes, Explanation of Tricks and a Sketch of the Life of Alexander Hermann. New York : J. J. Little.
- Michael Cantor. (2015). Herrmann the Great: A Journey through Media: Baltimore, Michael Cantor